# Éric Dufour (philosophe)
Pour les articles homonymes, voir Dufour.
Éric Dufour, né le 14 octobre 1964 à Saint-Mandé, est un philosophe français contemporain qui travaille sur la philosophie du cinéma et la philosophie allemande (le néokantisme en particulier).

## Biographie
Éric Dufour fait ses études en philosophie à l’université de Rennes I ; il est reçu à l’agrégation de philosophie en 1988. Il soutient sa thèse de doctorat en 1995, à l’université de Paris I, puis son habilitation à diriger les recherches en 2006, à l’université de Toulouse le Mirail.
D'abord enseignant dans le secondaire (1985-2003), il est ensuite maître de conférences à l’université Toulouse II-Le Mirail, puis professeur à l’université Grenoble-II.
Il est aujourd’hui professeur d'études cinématographiques à l'université Paris-Cité.
Ses premiers travaux sont consacrés à la philosophie allemande néokantienne et à la philosophie sociale, ses travaux récents portent davantage sur le cinéma et la philosophie.
Il dirige la collection « Philosophie et cinéma » chez l'éditeur Vrin.

## Publications
- Hermann Cohen : Introduction au néokantisme de Marbourg, Paris, PUF, coll. « Philosophies », 2001
- Les Néokantiens, Paris, Vrin, 2003
- L'Esthétique musicale de Nietzsche, Lille, Presses universitaires du Septentrion, coll. « Musique et sciences des arts », 2005
- Qu'est-ce que la musique ?, Paris, Vrin, 2005
- Le Cinéma d'horreur et ses figures, Paris, PUF, coll. « Lignes d'art », 2006
- David Lynch : image, matière et temps, Paris, Vrin, coll. « Philosophie et cinéma », 2008
- Qu’est-ce que le cinéma ?, Paris, Vrin, coll. « Chemins philosophiques », 2009
- Les Monstres au cinéma, Paris, Armand Colin, 2009
- Paul Natorp, De la psychologie générale à la systématique philosophique, Paris, Vrin, coll. « Bibliothèque d’histoire de la philosophie », 2010
- Le Cinéma de science-fiction : histoire et philosophie, Paris, Armand Colin, 2011
- Qu'est-ce que le mal, monsieur Haneke ?, Paris, Vrin, coll. « Philosophie et cinéma », 2014
- Le Mal dans le cinéma allemand, Paris, Armand Colin, 2014
- La Valeur d'un film, Philosophie du beau au cinéma, Paris, Armand Colin, 2015
- Leçons sur Nietzsche, Héritier de Kant, Paris, Ellipses, 2015
- Dans la tête de Woody Allen, Le cinéma, Dieu, le sexe et le reste, Paris, Armand Colin, 2017
- Bruno Bauer et les jeunes hégéliens, Paris, Vrin, 2023

### Ouvrages collectifs
- Analyse d'une œuvre : « La Mort aux trousses » (A. Hitchcock, 1959), sous la direction de J.-J. Marimbert, en collaboration avec L. Jullier et J. Servois, Paris, Vrin, coll. « Philosophie et cinéma », 2008
- Analyse d'une œuvre : « L'Homme à la caméra » (D. Vertov, 1929), sous la direction de J.-J. Marimbert, en collaboration avec L. Jullier, Paris, Vrin, coll. « Philosophie et cinéma », 2009
- Analyse d’une œuvre : « Casque d'Or » (J. Becker, 1952), en collaboration avec L. Jullier, Paris, Vrin, coll. « Philosophie et cinéma », 2009
- Une anthologie du rythme, direction du volume en collaboration avec. G. Mathon[3], Filigrane n° 8, 2009
- Analyse d’une œuvre : « Lola Montès » (M. Ophüls, 1955), en collaboration avec J. Servois (dir.) et L. Jullier, Paris, Vrin, 2011
- Histoires et définitions de la philosophie sociale, co-direction avec Franck Fishback et Emmanuel Renault, Recherche sur la philosophie et le langage, n° 28, Paris, Vrin, 2013
- La Philosophie sociale de Natorp, en collaboration avec Julien Servois, Paris, J. Vrin, coll. « Bibliothèque d’histoire de la philosophie », 2015
- Analyse d'une œuvre : « Mort à Venise » (Luchino Visconti, 1971), en collaboration avec L. Jullier, Paris, Vrin, coll. « Philosophie et cinéma », 2018

### Traductions
- Wilhelm Windelband, « Qu'est-ce que la philosophie » et autres textes, Paris, Vrin, 2002
- Paul Natorp, Psychologie générale selon la méthode critique, Paris, Vrin, 2008
- Noël Carroll, La Philosophie des films, avec Laurent Jullier, Anna C. Zielinska et Julien Servois, Paris, Vrin, 2015[4]

## Sources
1. ↑  « Eric Dufour - Babelio », sur babelio.com (consulté le 5 février 2018).
2. ↑  Voir sur univ-paris-diderot.fr.
3. ↑  Maître de conférence à l’université Paris Est-Marne la Vallée.
4. ↑  Voir sur vrin.fr.